# أرينزانو
أرينزانو؛ أو (ليغوريا المحلية) هي مدينة وبلدية ساحلية في مدينة جنوة، ليغوريا تحديداً في شمال إيطاليا، ومواجهة بشكل مباشر لبحر لغرية . واعتباراً من عام 2017 ، بلغ عدد سكانها 11.445 نسمة. ويختلف ويتفاوت عدد السكان والسواح خلال مواسم العطلات والإجازات الصيفية بسبب كثرة لجوء السياح للمدينة.
تكثر الفعاليات والمهرجانات في هذه المدينة خلال فصل الصيف. علاوة على ذلك، تصنف هذه المدينة على انها موطن لكثير من موظفي شركة الهندسة المعمارية المجاورة للبلدة، رينزو بيانو.

## الموقع الجغرافي
تقع أرينزونا في إقليم ساحل ريفيرا الإيطالية من الريفيرا الإيطالية، تحديداً داخل خليج شكلته كابو سان مارتينو الذي ليس بعيدًا عن العاصمة الحضرية لجنوة.
حيث ان هنالك جزء من أراضي البلدية تحده الجبال بنسبة الثلثين، يقع ويتواجد ضمن حدود حديقة طبيعية تقع في مقاطعة سافونا ومدينة جنوة المتروبولية ‏. 
تمتد مساحة كبيرة من أراضي هذه المدينة لمسافة طويلة في سلسلة جبال حديقة بيجوا الإقليمية، مع قمم يصل طولها الى أعلى من 1000 متر فوق مستوى سطح البحر.
الأنهار الكبرى في أرينزانو هي:
- ليرون (الحدود الطبيعية بين أرينزانو و كوجوليتو)
- كانترينا
- ليسولو

## نبذه تاريخية
وفقًا لمصادر تاريخية، فإن أول مستوطنة سكنية ارتبطت بمستوطنة بدائية للإمبراطورية الرومانية  كانت في القرون الأولى بعد الميلاد. ويعود سبب التسمية القديمة للمدينة، أرنتيانيس، إلى ملكية وحيازة عائلة ارينتي اللوغارية. بالإضافة إلى ان البلدات والقرى المجاورة لها تأثرت بالتقلبات التاريخية لمدينة جنوة المجاورة في أوائل فترة القرون الوسطى، وبالتالي في العصور الوسطى.

## المعالم السياحية الرئيسية
- ملاذ الطفل يسوع في براغ.
- كنيسة أبرشية القرن الثامن عشر.
- فيلا نيجروتو كامبياسو ،وهي فيلا أرستقراطية تقع في جنوة تم بناؤها في القرن السادس عشر. وتصنف الآن على إنها دار مجلس المدينة. وتوجد فيها فيها ايضًا حديقة جميلة، مليئة بالأشجار النادرة مثل أرز لبنان وأروكاريا.
- برج العرب (القرن السادس عشر)، بُني لمنع الغزو المفاجئ للقراصنة من المغرب العربي.
- ملاذ سيدة الزيتون.

## المدن الشقيقة
- Loutraki، Greece, since 1957
- Pontoise، France, since 1958
- Domburg، The Netherlands, since 1958
- El Jadida، Morocco, since 1964
- Tata، Hungary, since 1994